# Lio Beghin
Lio Beghin (Padova, 1929 – Roma, 24 settembre 2010) è stato un autore televisivo italiano.
È considerato l'inventore della cosiddetta tv-realtà (o tv-verità), in quanto autore di celebri programmi quali Telefono giallo, Linea rovente e Chi l'ha visto?.

## Biografia
Nato a Padova, si laureò in filosofia nell'Università cittadina. Ricevette a Parigi una formazione teatrale e a partire dagli anni sessanta si avvicinò alla televisione. Nel 1961, rinunciando alla carriera universitaria, entrò in Rai da addetto a programmi televisivi di fiction. Negli anni 1980 curò Quei trentasei gradini, Little Roma e La piovra; poi, su richiesta di Angelo Guglielmi, si occupò del "Teatro-inchiesta".
Dal 1987, sempre dietro iniziativa di Guglielmi, passò a Rai 3, rete per la quale inaugurò il filone della cosiddetta «tv verità», che esibisce «la verità» dei fatti raccontati, mostra se stessa nel suo farsi e si presenta accompagnata da un apparato teorico. Nel 1990 abbandonò la Rai, in modo non amichevole, per costituire una propria società, Evento-tv, con la quale produsse programmi per Retequattro (Linea continua) e Tele Monte Carlo prima di ritirarsi. Gestì a lungo un blog.